# Томас Вермален
То́мас Верма́лен (нід. Thomas Vermaelen; нар. 14 листопада 1985, Капеллен) — бельгійський футболіст, захисник японського клубу «Віссел Кобе» та збірної Бельгії.

## Біографія

### «Аякс»
Томас почав займатися футболом у бельгійському клубі «Жерміналь Беєрсхот». У 2000 році він приєднався до академії голландського «Аякса». За основний склад дебютував у матчі проти «Волендама» 15 лютого 2004 року. Сезон 2004—2005 Вермален провів в оренді у «Валвейку».
Талант Томаса розкрився в наступному сезоні після повернення в «Аякс», з яким він виграв Кубок Нідерландів. Його виступи за команду були помічені тренерами збірної Бельгії. У наступному сезоні, 2006—2007 років, Вермален додав у свій послужний список ще один Кубок і Суперкубок Нідерландів. У сезоні 2007—2008 Томас разом з «Аяксом» завоював другий поспіль Суперкубок країни. У сезоні 2008—2009 Вермален був капітаном команди.

### «Арсенал»
19 червня 2009 року Томас перейшов в «Арсенал» (Лондон). Сума його трансферу з «Аякса» склала трохи більше 10 млн фунтів.
У своєму дебютному матчі проти «Евертона» 15 серпня 2009 року Вермален забив гол після подачі Робіна ван Персі зі штрафного и Sky Sports. 16 вересня Томас забив гол в матчі групового етапу Ліги Чемпіонів проти льєжського «Стандарда». Через три дні, 19 вересня, Вермален відправив два м'ячі у ворота «Віган Атлетік».
Томас був визнаний вболівальниками найкращим гравцем «Арсеналу» в серпні і вересні 2009 року, а за підсумками сезону 2009—2010 Вермален увійшов до символічної збірної АПЛ.

### «Барселона»
У 2015 році перейшов до «Барселони».
Провівши протягом двох сезонів лише 11 матчів у Ла-Лізі, влітку 2016 був відданий в оренду до італійської «Роми». У складі римської команди також не став повноцінним гравцем основного складу, додавши ло свого активу протягом сезону 2016/17 лише 9 ігор в Серії A.
Повернувшись влітку 2017 року з оренди до «Барселони», знову був гравцем ротації, провівши у переможному для каталонського клубу сезоні Ла-Ліги 2017/18 лише 11 ігор.

## Збірна
Томас дебютував за збірну Бельгії в матчі проти команди Люксембургу 1 березня 2006 року. У 2008 році разом із збірною взяв участь у Олімпійських іграх в Пекіні, де зайняв 4 місце.
На рівні національної збірної першим великим турніром для Вермалена став чемпіонаті світу 2014 року, на якому він дебютував у другій грі групового етапу проти росіян. Дебют виявився невдалим — вже на 32 хвилині гри він травмувався, був замінений і пропустив решту турніру.
За два роки, на Євро-2016 вже був основним гравцем у захисті бельгійців. У першій грі групового етапу захист Бельгії пропустив два голи від збірної Італії, проте згодом не дозволив суперникам відзначитися ані в решті двох матчах у групі, ані в матчі 1/8 фіналу проти угорців (4:0). Утім в останньому з цих матчів Вермален отримав свою другу жовту картку на турнірі, через що не зміг допомогти команді у чвертьфіналі проти Уельсу, який вона програла 1:3, завершивши боротьбу за титул континентальних чемпіонів.
2018 року поїхав на свою другу світову першість — тогорічний чемпіонат світу в Росії, де розпочав турнір як резервний захисник.

## Статистика виступів

### Статистика клубних виступів
Станом на 27 червня 2018 року
| Сезон                 | Команда               | Чемпіонат             | Чемпіонат | Чемпіонат | Національний кубок | Національний кубок | Національний кубок | Єврокубки | Єврокубки | Єврокубки | Інші змагання | Інші змагання | Інші змагання | Усього | Усього |
| Сезон                 | Команда               | Ліга                  | Ігор      | Голів     | Ліга               | Ігор               | Голів              | Ліга      | Ігор      | Голів     | Ліга          | Ігор          | Голів         | Ігор   | Голів  |
| --------------------- | --------------------- | --------------------- | --------- | --------- | ------------------ | ------------------ | ------------------ | --------- | --------- | --------- | ------------- | ------------- | ------------- | ------ | ------ |
| 2003–04               | «Аякс»                | ЕД                    | 1         | 0         | КН                 | 0                  | 0                  | ЛЧ        | 0         | 0         | -             | -             | -             | 1      | 0      |
| 2004–05               | «Валвейк»             | ЕД                    | 13        | 2         | КН                 | 1                  | 0                  | -         | -         | -         | -             | -             | -             | 14     | 2      |
| 2005–06               | «Аякс»                | ЕД                    | 24        | 3         | КН                 | 8                  | 1                  | ЛЧ        | 5         | 0         | СН            | 0             | 0             | 37     | 4      |
| 2006–07               | «Аякс»                | ЕД                    | 23        | 0         | КН                 | 10                 | 0                  | ЛЧ+КУЄФА  | 2+5       | 0         | СН            | 1             | 0             | 41     | 0      |
| 2007–08               | «Аякс»                | ЕД                    | 20        | 1         | КН                 | 1                  | 0                  | ЛЧ+КУЄФА  | 2+1       | 0         | СН            | 1             | 0             | 25     | 1      |
| 2008–09               | «Аякс»                | ЕД                    | 31        | 4         | КН                 | 2                  | 0                  | КУЄФА     | 9         | 1         | -             | -             | -             | 42     | 5      |
| Усього за «Аякс»      | Усього за «Аякс»      | Усього за «Аякс»      | 99        | 8         |                    | 21                 | 1                  |           | 24        | 1         |               | 2             | 0             | 146    | 10     |
| 2009–10               | «Арсенал»             | ПЛ                    | 33        | 7         | КА+КЛ              | 1+0                | 0                  | ЛЧ        | 11        | 1         | -             | -             | -             | 45     | 8      |
| 2010–11               | «Арсенал»             | ПЛ                    | 5         | 0         | КА+КЛ              | 0                  | 0                  | ЛЧ        | 0         | 0         | -             | -             | -             | 5      | 0      |
| 2011–12               | «Арсенал»             | ПЛ                    | 29        | 6         | КА+КЛ              | 2+2                | 0                  | ЛЧ        | 7         | 0         | -             | -             | -             | 40     | 6      |
| 2012–13               | «Арсенал»             | ПЛ                    | 29        | 0         | КА+КЛ              | 2+1                | 0+1                | ЛЧ        | 7         | 0         | -             | -             | -             | 39     | 1      |
| 2013–14               | «Арсенал»             | ПЛ                    | 14        | 0         | КА+КЛ              | 3+2                | 0                  | ЛЧ        | 2         | 0         | -             | -             | -             | 21     | 0      |
| Усього за «Арсенал»   | Усього за «Арсенал»   | Усього за «Арсенал»   | 110       | 13        |                    | 13                 | 1                  |           | 27        | 1         |               | -             | -             | 150    | 15     |
| 2014–15               | «Барселона»           | ПД                    | 1         | 0         | КІ                 | 0                  | 0                  | ЛЧ        | 0         | 0         | -             | -             | -             | 1      | 0      |
| 2015–16               | «Барселона»           | ПД                    | 10        | 1         | КІ                 | 5                  | 0                  | ЛЧ        | 3         | 0         | СУ+СІ+КЧС     | 0+1+1         | 0             | 20     | 1      |
| 2016–17               | «Рома»                | A                     | 9         | 0         | КІ                 | 0                  | 0                  | ЛЧ+ЛЄ     | 1+1       | 0         | -             | -             | -             | 11     | 0      |
| 2017–18               | «Барселона»           | ПД                    | 11        | 0         | КІ                 | 5                  | 0                  | ЛЧ        | 1         | 0         | СІ            | 0             | 0             | 17     | 0      |
| Усього за «Барселону» | Усього за «Барселону» | Усього за «Барселону» | 22        | 1         |                    | 10                 | 0                  |           | 4         | 0         |               | 2             | 0             | 38     | 1      |
| Усього за кар'єру     | Усього за кар'єру     | Усього за кар'єру     | 254       | 24        |                    | 45                 | 2                  |           | 57        | 2         |               | 4             | 0             | 358    | 28     |

### Статистика виступів за збірну
Станом на 27 червня 2018 року
| Дата       | Місто          | Господарі            | Результат | Гості                | Турнір               | Голи | Примітки |
| ---------- | -------------- | -------------------- | --------- | -------------------- | -------------------- | ---- | -------- |
| 01-03-2006 | Люксембург     | Люксембург           | 0 – 2     | Бельгія              | товариський матч     | -    |          |
| 11-05-2006 | Сіттард-Гелен  | Саудівська Аравія    | 1 – 2     | Бельгія              | товариський матч     | -    | 46'      |
| 16-08-2006 | Брюссель       | Бельгія              | 0 – 0     | Казахстан            | Відбір до ЧЄ 2008    | -    |          |
| 07-10-2006 | Белград        | Сербія               | 1 – 0     | Бельгія              | Відбір до ЧЄ 2008    | -    |          |
| 11-10-2006 | Брюссель       | Бельгія              | 3 – 0     | Азербайджан          | Відбір до ЧЄ 2008    | -    |          |
| 15-11-2006 | Брюссель       | Бельгія              | 0 – 1     | Польща               | Відбір до ЧЄ 2008    | -    | 25'      |
| 07-02-2007 | Брюссель       | Бельгія              | 0 – 2     | Чехія                | товариський матч     | -    | 33'      |
| 02-06-2007 | Брюссель       | Бельгія              | 1 – 2     | Португалія           | Відбір до ЧЄ 2008    | -    |          |
| 06-06-2007 | Гельсінкі      | Фінляндія            | 2 – 0     | Бельгія              | Відбір до ЧЄ 2008    | -    | 45'      |
| 22-08-2007 | Брюссель       | Бельгія              | 3 – 2     | Сербія               | Відбір до ЧЄ 2008    | -    |          |
| 12-09-2007 | Алмати         | Казахстан            | 2 – 2     | Бельгія              | Відбір до ЧЄ 2008    | -    |          |
| 26-03-2008 | Брюссель       | Бельгія              | 1 – 4     | Марокко              | товариський матч     | -    |          |
| 06-09-2008 | Льєж           | Бельгія              | 3 – 2     | Естонія              | Відбір до ЧС 2010    | -    | 70'      |
| 10-09-2008 | Стамбул        | Туреччина            | 1 – 1     | Бельгія              | Відбір до ЧС 2010    | -    | 71'      |
| 15-10-2008 | Брюссель       | Бельгія              | 1 – 2     | Іспанія              | Відбір до ЧС 2010    | -    |          |
| 19-11-2008 | Люксембург     | Люксембург           | 1 – 1     | Бельгія              | товариський матч     | -    | 46'      |
| 11-02-2009 | Генк           | Бельгія              | 2 – 0     | Словенія             | товариський матч     | -    | 44'      |
| 28-03-2009 | Генк           | Бельгія              | 2 – 4     | Боснія і Герцеговина | Відбір до ЧС 2010    | -    |          |
| 01-04-2009 | Зениця         | Боснія і Герцеговина | 2 – 1     | Бельгія              | Відбір до ЧС 2010    | -    |          |
| 29-05-2009 | Тіба           | Бельгія              | 1 – 1     | Чилі                 | Кубок Kirin 2009     | -    |          |
| 31-05-2009 | Токіо          | Японія               | 4 – 0     | Бельгія              | Кубок Kirin 2009     | -    | 77'      |
| 12-08-2009 | Тепліце        | Чехія                | 3 – 1     | Бельгія              | товариський матч     | -    | 46'      |
| 05-09-2009 | Ла-Корунья     | Іспанія              | 5 – 0     | Бельгія              | Відбір до ЧС 2010    | -    | 10'      |
| 10-10-2009 | Брюссель       | Бельгія              | 2 – 0     | Туреччина            | Відбір до ЧС 2010    | -    |          |
| 14-10-2009 | Таллінн        | Естонія              | 2 – 0     | Бельгія              | Відбір до ЧС 2010    | -    |          |
| 14-11-2009 | Гент           | Бельгія              | 3 – 0     | Угорщина             | товариський матч     | 1    |          |
| 17-11-2009 | Седан (місто)  | Катар                | 0 – 2     | Бельгія              | товариський матч     | -    |          |
| 03-03-2010 | Брюссель       | Бельгія              | 0 – 1     | Хорватія             | товариський матч     | -    | 84'      |
| 11-08-2010 | Турку          | Фінляндія            | 1 – 0     | Бельгія              | товариський матч     | -    |          |
| 03-09-2010 | Брюссель       | Бельгія              | 0 – 1     | Німеччина            | Відбір до ЧЄ 2012    | -    |          |
| 07-09-2010 | Стамбул        | Туреччина            | 3 – 2     | Бельгія              | Відбір до ЧЄ 2012    | -    |          |
| 03-06-2011 | Брюссель       | Бельгія              | 1 – 1     | Туреччина            | Відбір до ЧЄ 2012    | -    | 46'      |
| 15-11-2011 | Сен-Дені       | Франція              | 0 – 0     | Бельгія              | товариський матч     | -    | 56'      |
| 29-02-2012 | Іракліон       | Греція               | 1 – 1     | Бельгія              | товариський матч     | -    |          |
| 02-06-2012 | Лондон         | Англія               | 1 – 0     | Бельгія              | товариський матч     | -    |          |
| 15-08-2012 | Брюссель       | Бельгія              | 4 – 2     | Нідерланди           | товариський матч     | -    |          |
| 07-09-2012 | Кардіфф        | Уельс                | 0 – 2     | Бельгія              | Відбір до ЧС 2014    | -    |          |
| 11-09-2012 | Брюссель       | Бельгія              | 1 – 1     | Хорватія             | Відбір до ЧС 2014    | -    |          |
| 12-10-2012 | Белград        | Сербія               | 0 – 3     | Бельгія              | Відбір до ЧС 2014    | -    |          |
| 16-10-2012 | Брюссель       | Бельгія              | 2 – 0     | Шотландія            | Відбір до ЧС 2014    | -    |          |
| 22-03-2013 | Скоп'є         | Північна Македонія   | 0 – 2     | Бельгія              | Відбір до ЧС 2014    | -    | 36'      |
| 26-03-2013 | Брюссель       | Бельгія              | 1 – 0     | Північна Македонія   | Відбір до ЧС 2014    | -    |          |
| 29-05-2013 | Клівленд       | США                  | 2 – 4     | Бельгія              | товариський матч     | -    | 36'      |
| 15-10-2013 | Брюссель       | Бельгія              | 1 – 1     | Уельс                | Відбір до ЧС 2014    | -    |          |
| 14-11-2013 | Брюссель       | Бельгія              | 0 – 2     | Колумбія             | товариський матч     | -    |          |
| 19-11-2013 | Брюссель       | Бельгія              | 2 – 3     | Японія               | товариський матч     | -    |          |
| 26-05-2014 | Генк           | Бельгія              | 5 – 1     | Люксембург           | товариський матч     | -    |          |
| 01-06-2014 | Стокгольм      | Швеція               | 0 – 2     | Бельгія              | товариський матч     | -    |          |
| 22-06-2014 | Ріо-де-Жанейро | Бельгія              | 1 – 0     | Росія                | ЧС 2014 - 1-й етап   | -    | 32'      |
| 03-09-2015 | Брюссель       | Бельгія              | 3 – 1     | Боснія і Герцеговина | Відбір до ЧЄ 2016    | -    |          |
| 06-09-2015 | Нікосія        | Кіпр                 | 0 – 1     | Бельгія              | Відбір до ЧЄ 2016    | -    |          |
| 29-03-2016 | Лейрія         | Португалія           | 2 – 1     | Бельгія              | товариський матч     | -    |          |
| 28-5-2016  | Женева         | Швейцарія            | 1 – 2     | Бельгія              | товариський матч     | -    | 67'      |
| 1-6-2016   | Брюссель       | Бельгія              | 1 – 1     | Фінляндія            | товариський матч     | -    |          |
| 13-6-2016  | Ліон           | Бельгія              | 0 – 2     | Італія               | ЧЄ 2016 - 1-й етап   | -    |          |
| 18-6-2016  | Бордо          | Бельгія              | 3 – 0     | Ірландія             | ЧЄ 2016 - 1-й етап   | -    | 50'      |
| 22-6-2016  | Ніцца          | Швеція               | 0 – 1     | Бельгія              | ЧЄ 2016 - 1-й етап   | -    |          |
| 26-6-2016  | Тулуза         | Угорщина             | 0 – 4     | Бельгія              | ЧЄ 2016 - 1/8 фіналу | -    | 60'      |
| 6-9-2016   | Нікосія        | Кіпр                 | 0 – 3     | Бельгія              | Відбір до ЧС 2018    | -    |          |
| 28-3-2017  | Сочі           | Росія                | 3 – 3     | Бельгія              | товариський матч     | -    | 90'      |
| 5-6-2017   | Брюссель       | Бельгія              | 2 – 1     | Чехія                | товариський матч     | -    | 46'      |
| 3-9-2017   | Афіни          | Греція               | 1 – 2     | Бельгія              | Відбір до ЧС 2018    | -    |          |
| 7-10-2017  | Сараєво        | Боснія і Герцеговина | 3 – 4     | Бельгія              | Відбір до ЧС 2018    | -    | 54'      |
| 10-11-2017 | Брюссель       | Бельгія              | 3 – 3     | Мексика              | товариський матч     | -    |          |
| 14-11-2017 | Брюгге         | Бельгія              | 1 – 0     | Японія               | товариський матч     | -    |          |
| 27-3-2018  | Брюссель       | Бельгія              | 4 – 0     | Саудівська Аравія    | товариський матч     | -    | 46'      |
| Усього     |                | Матчів               | 66        |                      | Голів                | 1    |          |

## Досягнення

### Клубні

#### «Аякс»
- Чемпіон Нідерландів (1): 2003-04
- Володар Кубка Нідерландів (2): 2005-06, 2006-07
- Володар Суперкубка Нідерландів (2): 2006, 2007

#### «Арсенал»
- Володар Кубка Англії (1): 2013-14

#### «Барселона»
- Чемпіон Іспанії (3): 2014-15, 2015-16, 2017-18, 2018-19
- Володар Кубка Іспанії (2): 2015-16, 2017-18
- Переможець Клубного чемпіонату світу (1): 2015
- Володар Суперкубка Іспанії (1): 2018

#### «Віссел Кобе»
- Володар Кубка Імператора (1): 2019
- Володар Суперкубка Японії (1): 2020

### Збірні
- Бронзовий призер чемпіонату світу: 2018

### Індивідуальні
- Гравець символічної збірної АПЛ: 2010